# Демон (балет)
«Демон» — балет в трёх действиях, девяти картинах на основе одноименной поэмы М. Ю. Лермонтова. Либретто — Вахтанг Чабукиани.

## История
Премьера балета состоялась 30 апреля 1961 года в Тбилиси на сцене театра Оперы и балета им. З. П. Палиашвили. Композитор — Сулхан Цинцадзе. Балетмейстер и исполнитель главной роли — В. Чабукиани. Также партию Демона исполнял Янис Гаранцис. Партию властителя Синодала исполнил Александр Булдаков, Князя — Вахтанг Гунашвили.
Н. Андроников писал о балете:

Тем более ясно становится, что хореографические монологи изгнанника рая не только понятны, но увлекательны, что они исходят из лермонтовского стиха, передают пафос лермонтовской поэмы.

Оформлением балета занимался художник Иван Аскурава.

## Действующие лица
- Демон
- Князь Гудал
- Тамара (его дочь)
- Жених Тамары
- Ангел
- Няня Тамары[6].

## Либретто
Печальный и грустный Демон стоит на одной из вершин горы. Он замечает Тамару — весёлую и красивую дочь царя Гудала, которая с кувшином идёт к реке. Демон поражён красотой Тамары. Девушка чувствует, что рядом с ней кто-то присутствует и убегает. Во дворце князя готовятся к свадьбе его дочери. Няня приносит Тамаре её подвенечное платье — нужно одеваться, ведь вскоре приедет жених. Демон наблюдает за всем происходящим — он собирается добиться любви Тамары и убить её жениха.
Жених Тамары — властитель Синодала — спешит к ней в сопровождении родных и свиты. Путники останавливаются на ночлег в горах. Все, кроме жениха, засыпают. Он думает о своей невесте. Разбойники, повинуясь воле Демона, нападают на спящих. Жених ранен, но слуги успевают усадить его на коня, чтобы ехать дальше. Слышится выстрел — пуля попадает в жениха.
У князя Гудала все ждут жениха, невесте немного грустно расставаться со своим домом и подругами. Слуга докладывает, что на дороге видно одного всадника. Раздается звон колоколов, все готовы к встрече, но на коне приезжает мёртвый жених. Тамара склоняется над ним.
Появляется Демон, который остается невидимым для девушки. Он пытается её утешить, но Тамара испытывает сильный страх и падает в обморок. Девушка просит отца отпустить её в монастырь, князь Гудал пытается отговорить её, но тщетно. Он уступает просьбам дочери.
Демон пытается проникнуть в монастырь, но Ангел загораживает ему путь. Демон не отступает.
В монастырской келье Тамара все время молится, но думает о Демоне. Она чувствует его незримое присутствие. Демон говорит девушке о вечной любви, но когда целует её — девушка падает мертвая.
Демон в отчаянии, он опять одинок, Тамару уносят силы света и добра.